# Merano
Merano hay Meran là một thị trấn tại Nam Tirol, Bắc Ý. Sau thủ phủ Bolzano, với dân số 37.791 người, Meran là thành phố lớn thứ hai tại tỉnh Nam Tirol. Trong vài trăm năm Meran đã là thủ đô của Tirol.

Meran, nơi nghỉ mát nổi tiếng, là một thung lũng được bao quanh bởi đồi núi có chỗ cao tới 3.335 mét (10.942 foot) trên mặt biển.
Trong quá khứ nhiều khoa học gia, văn nghệ sĩ nổi tiếng như Franz Kafka, Ezra Pound và Paul Lazarsfeld thích tới đây nghỉ mát vì khí hậu ôn hòa.